# Liste der Monuments historiques in Cohons
Die Liste der Monuments historiques in Cohons führt die Monuments historiques in der französischen Gemeinde Cohons auf.

## Liste der Immobilien
| Bezeichnung                      | Beschreibung                                          | Standort                  | Kennzeichnung | Schutzstatus | Datum | Bild           |
| -------------------------------- | ----------------------------------------------------- | ------------------------- | ------------- | ------------ | ----- | -------------- |
| Nekropole im Bois de Vergentière | jungsteinzeitlich                                     | westlich des Ortes (Lage) | PA00079297    | Inscrit      | 1990  | weitere Bilder |
| Fontaine Sainte-Marie            | Waschhaus mit Brunnen und Viehtränke, 18. Jahrhundert | Rue Joyeuse (Lage)        | PA00079033    | Inscrit      | 1986  |                |
| Jardin de Silière                | Landhaus mit Parkanlage, 17. Jahrhundert              | 5 rue Varinot (Lage)      | PA00079035    | Inscrit      | 1986  |                |
| Wohnhaus                         | Türsturz, bezeichnet 1560                             | 15 rue du Mont (Lage)     | PA00079034    | Inscrit      | 1925  |                |

## Liste der Objekte
| Bezeichnung | Beschreibung | Standort                                       | Kennzeichnung | Schutzstatus | Datum | Bild |
| ----------- | --- | ---------------------------------------------- | ------------- | ------------ | ----- | ---- |
| Hauptaltar  | Altartisch, Tabernakel, Retabel, Gemälde und zwei Skulpturen; Stuck und Holz, farbig gefasst und vergoldet, 18. Jahrhundert | in der Kirche Notre-Dame-de-la-Nativité (Lage) | PM52000366    | Classé       | 1974  |      |